# Antonio Dal Zotto
Antonio Dal Zotto (* 1841 in Venedig; † 19. Februar 1918 in Venedig) war ein italienischer Bildhauer.

## Leben
Die Familie Dal Zotto stammt aus dem Friaul (Karnien), das damals noch zum Kaisertum Österreich gehörte. Der Vater war Marmorschleifer. In dessen Werkstatt lernte Dal Zotto das Handwerkliche seiner Kunst. Mit sechzehn modellierte er eine Plastik (Galileo Galilei im Kerker darstellend). Dank ihrer soll er vom Militärdienst freigestellt worden sein. Dal Zotto studierte Bildhauerei an der Kunsthochschule Venedig (Accademia di belle arti di Venezia). Seine Lehrer waren Michelangelo Grigoletti (1801–1870), Filippo Ferrari (1819–1897) und Luigi Borro (1826–1880). 1870 wurde er Lehrer für Modellieren und Anatomie an der Kunstgewerbeschule Venedig (Scuola di arte applicata all'industria di Venezia). 1879 wechselte er zur Kunsthochschule Venedig. Dort lehrte er bis zu seinem Tod. Er leitete sie von 1895 bis 1912. Schüler von ihm waren u. a. Vito Pardo (1872–1932), der Schöpfer des National-Monuments in Castelfidardo, der Keramikkünstler Luigi Fabris (1883–1952) und Max Piccini (1899–1974). Dal Zotto ist Mitbegründer (1895) der  Biennale Venedig. Er heiratete Ida Lessiak (ungarischer Abstammung), die Witwe des Fotografen Carlo Naya (1816–1882), und übernahm dessen Studio. Nach Dal Zottos Tod gelangte der größte Teil der fotografischen Sammlung in den Besitz des Herausgebers Osvaldo Böhm. Die Carlo-Goldoni-Statue (1883) in Venedig gilt als Dal Zottos Meisterwerk. Das Grab des Künstlers befindet sich auf der Friedhofsinsel San Michele.

## Werke

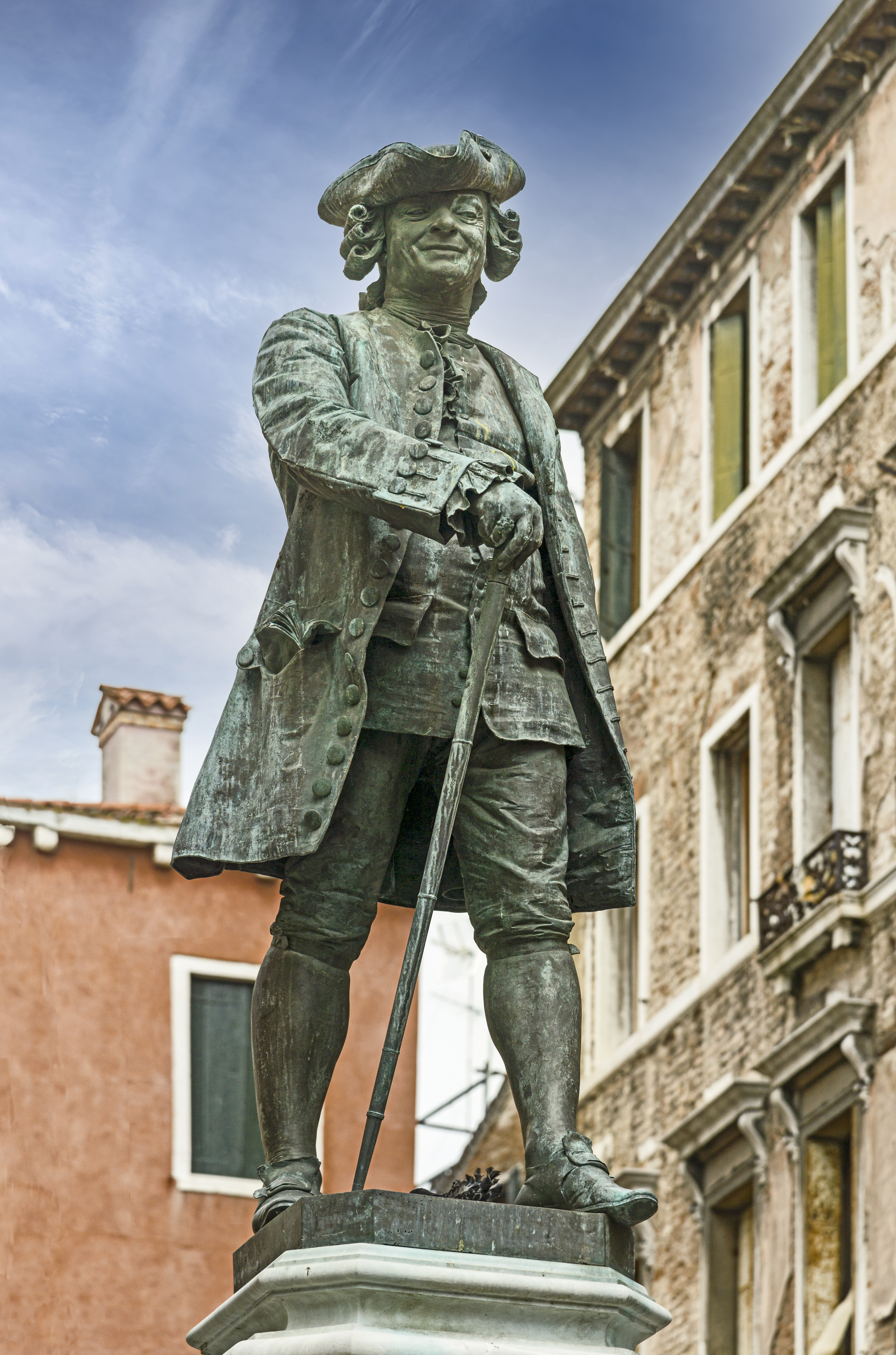
Goldoni-Statue in Venedig

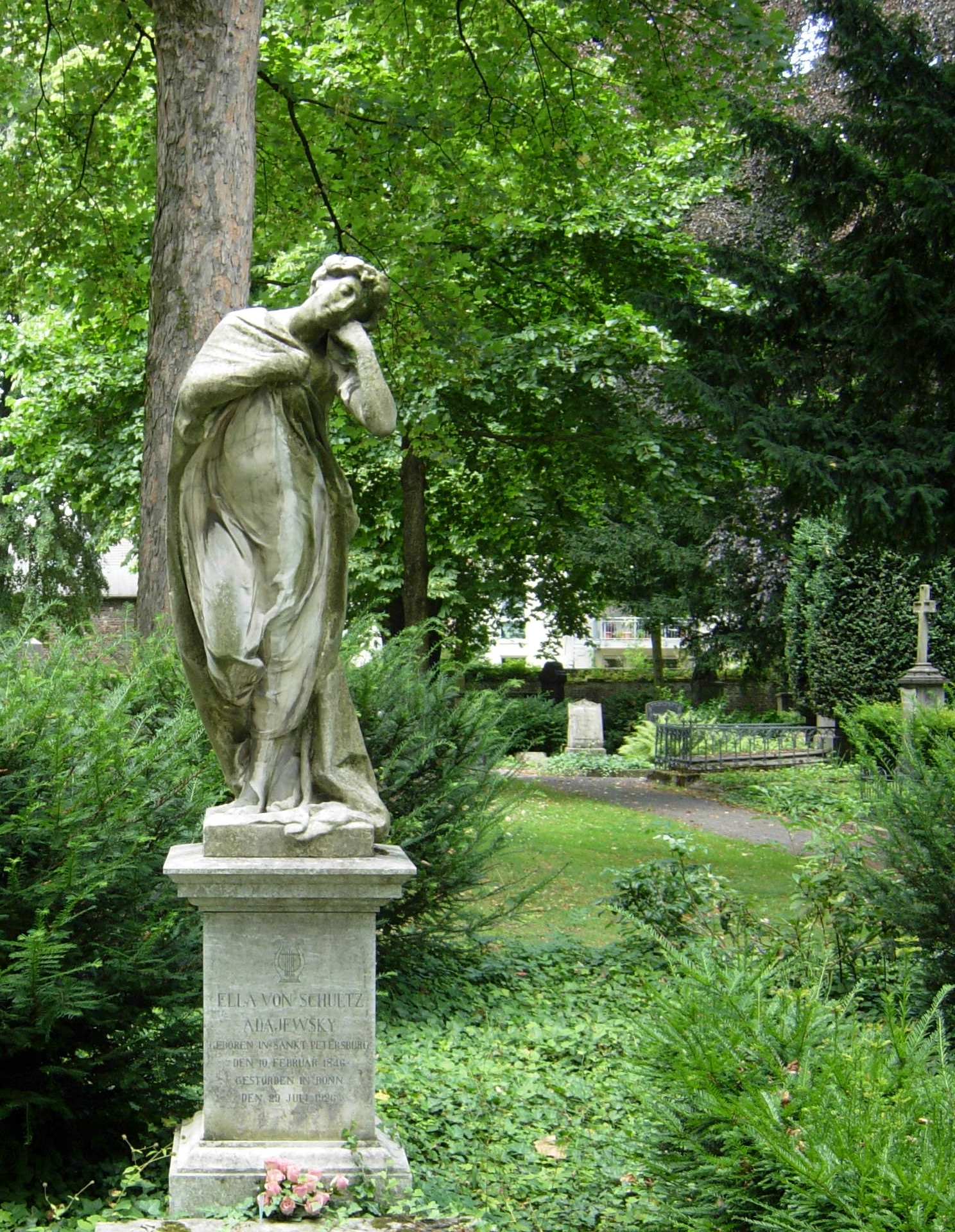
Grabfigur in Bonn

- Grabmal (1875) der Familie Gyulai in Budapest[3]
- Marmorbüste (1877) des Diplomaten Alvise Querini Stampalia (des letzten Botschafters der Republik Venedig in Frankreich) im Museo Fondazione Querini Stampalia (Museum der Querini-Stampalia-Stiftung)[4] in Venedig
- Bronzestatue (1880) des Malers Tizian auf der Piazza Tiziano in Pieve di Cadore[5]
- Büste (1880) des Königs  Viktor Emanuel II. im Palazzo del Municipio in Este
- Bronzestatue (1883) des Königs  Viktor Emanuel II. im Turm von San Martino della Battaglia, einer Gedenkstätte zur Erinnerung an die Schlachten von Solferino und  San Martino
- Bronzestatue (1883) des Komödiendichters Carlo Goldoni (1883) auf dem Platz Campo San Bartolomeo in Venedig[6]
- Bronzestatue (1896) des Geigers und Komponisten Giuseppe Tartini auf dem Tartini-Platz in Piran (Slowenien)
- Bronzestatue (1907) des Dogen Sebastiano Venier[7] in der Basilica dei Santi Giovanni e Paolo (Kirche Johannes und Paul) in Venedig
- Geflügelter venezianischer Löwe aus Marmor (1918) auf dem Brunnen der Fontana Maggiore auf der Piazza Garibaldi in Asolo
- Büste des Papstes Pius IX. in der Kirche San Fermo bei Lonigo (Provinz Vicenza)
- Marmorstatue Malinconia (Melancholie) für die Pianistin, Komponistin und Musiktheoretikerin  Ella von Schultz-Adajewsky auf dem  Alten Friedhof in Bonn[8][9]